# Blahoslavenství
Blahoslavenství (kalk z lat. beatitudo štěstí, blaženost a řec. εὐ-λογεῖν [eulogein] dobrořečit) je název ústřední části tzv. Horského kázání zaznamenaného v Matoušově a Lukášovu evangeliu.
V Horské řeči Ježíš Kristus popisuje vlastnosti toho, kdo patří do božího království a přitom ukazuje, jak je takový člověk šťastný, starším tvarem blahoslavený (v původním textu μακάριος [makarios] požehnaný). Každé z blahoslavenství zachycuje situaci, kterou by člověk podle běžných měřítek za šťastnou nepovažoval, a přesto Ježíš lidi, kteří se v takových situacích nacházejí, prohlašuje za šťastné.
Úryvky podobné Ježíšovým blahoslavenstvím se nacházejí také ve svitcích od Mrtvého moře a v dalších židovských pramenech předkřesťanské éry. Text blahoslavenství je častým námětem uměleckých děl a tvoří součást byzantské liturgie sv. Jana Zlatoústého.

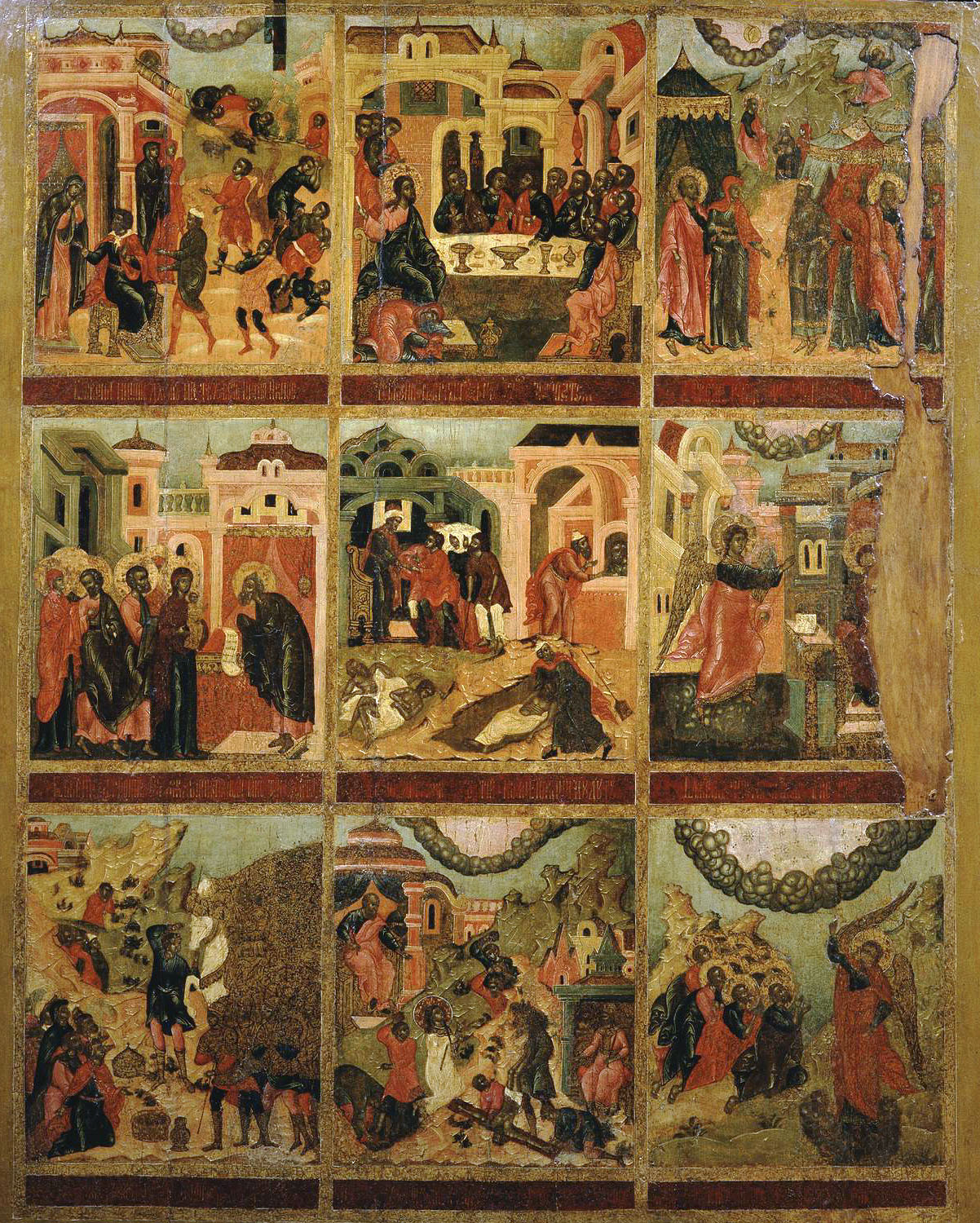
Zobrazení blahoslavenství na pravoslavné ikoně

## Text blahoslavenství
„Blaze chudým v duchu, neboť jejich je království nebeské.
Blaze těm, kdo pláčou, neboť oni budou potěšeni.
Blaze tichým, neboť oni dostanou zemi za dědictví.
Blaze těm, kdo hladovějí a žízní po spravedlnosti, neboť oni budou nasyceni.
Blaze milosrdným, neboť oni dojdou milosrdenství.
Blaze těm, kdo mají čisté srdce, neboť oni uzří Boha.
Blaze těm, kdo působí pokoj, neboť oni budou nazváni syny Božími.
Blaze těm, kdo jsou pronásledováni pro spravedlnost, neboť jejich je království nebeské.
Blaze vám, když vás budou tupit a pronásledovat a lživě mluvit proti vám všecko zlé kvůli mně.
Radujte se a jásejte, protože máte hojnou odměnu v nebesích; stejně pronásledovali i proroky, kteří byli před vámi.“ (Mt 5,3-12)

## Podobné názvy
- Blahoslavený